# 古城環
古城 環（こじょう たまき、1976年3月 - ）はスタジオジブリポストプロダクション部部長、音楽プロデューサー、JCAPI理事。東京都出身。

## 経歴
代々木アニメーション学院撮影科を卒業し、1993年に新社屋が完成したスタジオジブリで発足した撮影部に入社。1997年に撮影機からパソコンによるデジタル合成に移行するのを機に製作業務に転身。2014年8月5日に制作部門解散が発表され退社するも、2015年から業務委託契約でジブリと仕事、2018年1月16日に制作部副部長となる。2022年7月に制作部新体制移行の為、新設されたポストプロダクション部の部長となる。
スタジオジブリの多くの作品にスタッフとして参加した。その一つでもある『かぐや姫の物語』では、声優として石上中納言を演じた。これは、この役の人選に苦慮していた監督の高畑勲からの指名でオーディションを受けて決まったものである。

## 参加作品

### テレビ
| 期間           | 期間           | 番組名       | 制作（放送局）                         | 役職     | 放送タイトル |
| -------------- | -------------- | ------------ | -------------------------------------- | -------- | ------------ |
| 2020年12月30日 | 2020年12月30日 | アーヤと魔女 | NHK NHKエンタープライズ スタジオジブリ | 音楽制作 |              |

### 映画
| 公開年 | 公開年   | 作品名                        | 制作（配給） | 役職                        |
| ------ | -------- | ----------------------------- | --- | --------------------------- |
| 1994年 | 7月16日  | 平成狸合戦ぽんぽこ            | 徳間書店 日本テレビ 博報堂 スタジオジブリ （東宝）                                                                                       | 撮影                        |
| 1995年 | 7月15日  | 耳をすませば                  | 徳間書店 日本テレビ 博報堂 スタジオジブリ （東宝）                                                                                       | 撮影                        |
| 1995年 | 7月15日  | On Your Mark〜ジブリ実験劇場  | 徳間書店 日本テレビ 博報堂 スタジオジブリ （東宝）                                                                                       | 撮影                        |
| 1997年 | 7月12日  | もののけ姫                    | 徳間書店 日本テレビ 電通 スタジオジブリ （東宝）                                                                                         | 撮影                        |
| 1998年 | 9月5日   | スプリガン                    | 小学館 TBS バンダイビジュアル 東宝 STUDIO 4℃                                                                                             | 撮影                        |
| 1999年 | 7月17日  | ホーホケキョ となりの山田くん | 徳間書店 スタジオジブリ ウォルト・ディズニー・インターナショナル・ジャパン 日本テレビ 博報堂 （松竹）                                    | 監督助手                    |
| 2001年 | 7月20日  | 千と千尋の神隠し              | 徳間書店 スタジオジブリ ウォルト・ディズニー・インターナショナル・ジャパン 日本テレビ 電通 東北新社 三菱商事 ディーライツ （東宝）       | 音響・音楽制作              |
| 2002年 | 7月20日  | 猫の恩返し                    | 徳間書店 スタジオジブリ ウォルト・ディズニー・インターナショナル・ジャパン 日本テレビ 博報堂 三菱商事 ディーライツ （東宝）              | ポストプロダクション担当    |
| 2004年 | 11月20日 | ハウルの動く城                | 徳間書店 スタジオジブリ ウォルト・ディズニー・ジャパン 日本テレビ 電通 三菱商事 ディーライツ （東宝）                                    | ポストプロダクション担当    |
| 2006年 | 7月29日  | ゲド戦記                      | スタジオジブリ ウォルト・ディズニー・ジャパン 日本テレビ 電通 博報堂DYメディアパートナーズ 三菱商事 ディーライツ （東宝）                | ポストプロダクション担当    |
| 2008年 | 7月19日  | 崖の上のポニョ                | スタジオジブリ ウォルト・ディズニー・ジャパン 日本テレビ 電通 博報堂DYメディアパートナーズ 三菱商事 ディーライツ （東宝）                | ポストプロダクション担当    |
| 2010年 | 7月17日  | 借りぐらしのアリエッティ      | スタジオジブリ ウォルト・ディズニー・ジャパン 日本テレビ 電通 博報堂DYメディアパートナーズ 三菱商事 ディーライツ ワイルドバンチ （東宝） | 制作デスク                  |
| 2011年 | 7月16日  | コクリコ坂から                | スタジオジブリ ウォルト・ディズニー・ジャパン 日本テレビ 電通 博報堂DYメディアパートナーズ 三菱商事 ディーライツ （東宝）                | 制作担当                    |
| 2013年 | 7月20日  | 風立ちぬ                      | スタジオジブリ ウォルト・ディズニー・ジャパン 日本テレビ 電通 博報堂DYメディアパートナーズ 三菱商事 ディーライツ KDDI （東宝）           | 制作担当                    |
| 2013年 | 11月23日 | かぐや姫の物語                | スタジオジブリ ウォルト・ディズニー・ジャパン 日本テレビ 電通 博報堂DYメディアパートナーズ 三菱商事 ディーライツ KDDI （東宝）           | 音響制作デスク 石上中納言役 |
| 2019年 | 6月21日  | 薄暮                          | Project Twilight つかさ製菓 Twilight Studio イーストフィッシュスタジオ ニジデリ （プレシディオ）                                         | 音楽プロデューサー          |
| 2023年 | 7月14日  | 君たちはどう生きるか          | スタジオジブリ （東宝） | ポストプロダクション担当    |